# もどり川
『もどり川』（もどりがわ）は、1983年公開の日本映画。連城三紀彦の小説「戻り川心中」の映画化作品である。

## あらすじ
大正時代、苑田岳葉は歌人として才能を発揮できずにすさんだ生活を送っていた。岳葉は病身の妻を顧みず、遊廓通い、師匠の妻・琴江との不倫、深窓の令嬢・文緒との許されぬ恋愛など女性遍歴を重ねるが、すべては歌のためだった。岳葉は文緒との心中の失敗を題材とした歌集を出版し、歌壇に認められ一躍時代に寵児となる。しかしその心中は、岳葉が空想で作り上げた心中に真実味を与えるための狂言だった。

## スタッフ
- 監督：神代辰巳
- 製作：川野泰彦、田中収、島田十九八
- 原作：連城三紀彦
- 脚本：荒井晴彦
- 撮影：木村公明
- 美術：横尾嘉良
- 編集：鈴木晄
- 録音：瀬川徹夫

## キャスト
- 苑田岳葉：萩原健一
- 朱子：原田美枝子
- ミネ：藤真利子
- 琴江：樋口可南子
- 文緒：蜷川有紀